# Església de Santa Susanna alle Terme di Diocleziano
L'església de Santa Susanna és un lloc de culte catòlic de Roma, situat al barri de Trevi.

## Història
A les estructures de l'església s'han observat restes d'un edifici romà d'època imperial.
Va ser elevada al títol cardenalici al lloc de les cases de Gabini i Gai, que portava el nom de la màrtir Susanna. Les excavacions del segle xix van treure a la llum, de fet, sota el confessionari (és a dir, l'altar construït al lloc del martiri), les restes d'una casa romana del segle iii, ara visibles a través del paviment de vidre de la sagristia. Les excavacions posteriors l'any 1990 van treure a la llum un sarcòfag romà que contenia fragments de guix pintat.
L'església, anomenada originàriament ad duas domos (és a dir, prop de les cases de Gabinio i Caio) o segons altres fonts Titulus Cai, en forma de basílica, fou reconstruïda primer pel papa Lleó III, l'any 800, i després completament pel papa Sixt IV el 1475 . La façana actual és obra de Carlo Maderno del 1603.

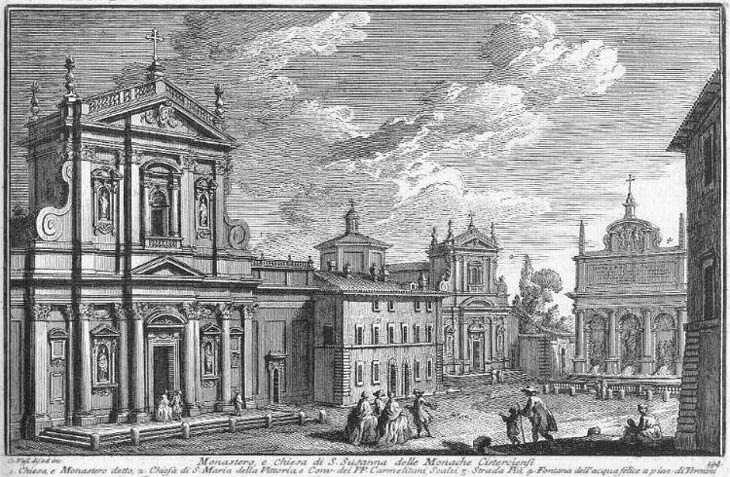
Monestir i església de Santa Susanna, Giuseppe Vasi, 1758

A partir del 7 d'octubre de 1587 , el papa Sixte V en va fer la seu de la comunitat monàstica cistercenca de Sant Bernat (femení). El conjunt, expropiat juntament amb una gran part del convent per l'estat unificat després de 1870, va ser posteriorment retornat al monestir cistercenc.
Des de l'any 1922 les celebracions i activitats pastorals foren encarregades als Pares Paulistes i l'església esdevingué l'església nacional dels catòlics estatunidencs, per la seva proximitat amb la primera seu de l'ambaixada estatunidenca a Roma, a l'inici de l'actual Via Bissolati. Per aquest motiu, del 1946 al 2017 el títol de cardenal es va assignar predominantment als cardenals estatunidencs. En el pla pastoral de la diòcesi de Roma, l'església de Santa Susanna va romandre, en primer lloc, una església monàstica i després una església nacional.
Des de l'1 d'agost de 2017, els Pares Paulistes es van traslladar a l'església de San Patrizio a Villa Ludovisi, que després de 95 anys s'ha convertit en la nova parròquia oficial dels estatunidencs residents a Roma. La comunitat monàstica cistercenca de Santa Susanna és actualment la propietària exclusiva del conjunt monàstic i de la mateixa església.

## Descripció

### Exterior

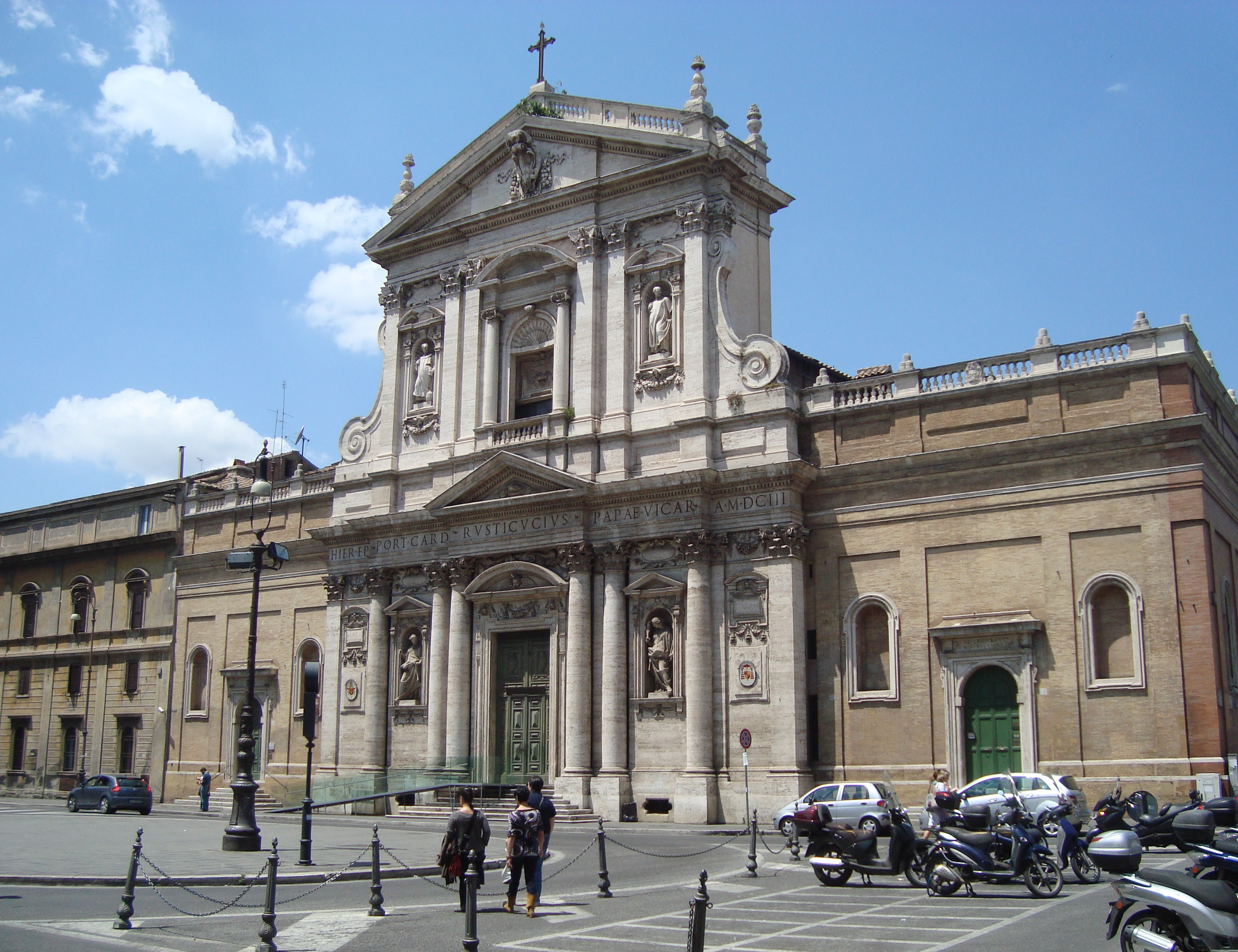
La façana

La façana de Santa Susanna, definida com el "primer exemple d'arquitectura barroca plenament realitzada", constitueix un moment d'extraordinària qualitat en la complexa transició del manierisme tardoromà a principis del segle xvii. De fet, algunes intuïcions semblen anticipar-se a la recerca barroca sobre el tema de la visió i la relació amb el context urbà.
L'element que més crida l'atenció a l'observador és el tema de l'avançament progressiu cap a l'exterior de la façana en la seva part central, una mena d'anticipació del tema de la façana sinusoïdal borrominià, obtingut aquí a través de passatges no còncaus-convexos, però mitjançant plans successius dels elements estructurals, destinats a reforçar l'eix central del temple.
De fet, el primer ordre va des de les lesenes simples i lleugerament sobreelevades, col·locades als extrems de la façana, fins a un primer avanç obtingut amb una columna quasi en un buit i finalment amb la juxtaposició de dues columnes, la primera en buit i la segona en rodona, que delimiten el portal disposat de manera progressiva emergida cap al centre.
Al contrari, si es volgués, es podria llegir la façana com un procés d'enrarefacció dels elements arquitectònics des del centre cap a l'exterior. El mateix procés es fa palesa en una lectura de baix a dalt, ja que en segon ordre les columnes deixen pas a pilastres molt menys destacades, mentre que el timpà acaba amb una corona de balustrada que permet entreveure el cel. Encara no podem parlar d'una recerca de l'infinit, però les idees poden haver estat importants per als estudiants de Carlo Maderno.

### Interior

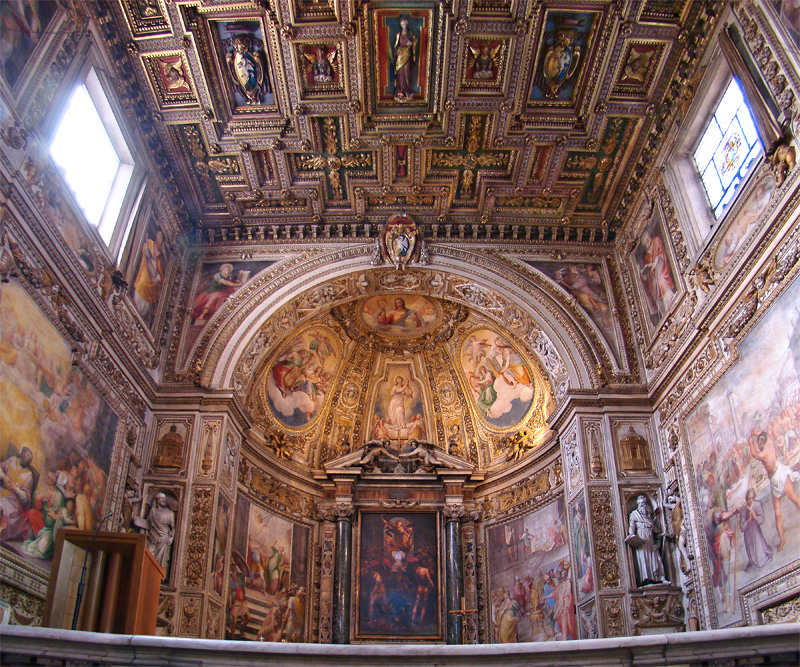
L'absis

L'interior de l'església és d'una sola nau amb una capella lateral prop de la balustrada del presbiteri. Les parets estaven completament pintades al fresc amb Històries de la vida de Santa Susanna de Baldassare Croce el 1595 . El sostre, però, és daurat i té una imatge de la Mare de Déu al centre coronada per l'escut de Rusticucci. El presbiteri està dividit de la nau per una balustrada de marbre. Al final d'aquest, l'absis semicircular , més petit que la nau, amb el fresc Glòria de Santa Susanna a la conca, obra de Cesare Nebbia. L'altar major, en canvi, alberga el retaule Martiri de Santa Susanna , obra del palermità Tommaso Laureti.
La capella Peretti, a l'esquerra, va ser dissenyada per Marsilio Fontana de Melide , germà del més famós Domenico Fontana; el 1597 hi va morir durant les obres. Hi allotja diverses pintures, entre elles El martiri de Sant Llorenç de Cesare Nebbia i el Baptisme de Sant Genesi de Baldassare Croce.
Darrere de l'absis de l'església, separat d'aquest per una reixa de ferro, hi ha el cor de monges , construït el 1596 pel cardenal Girolamo Rusticucci, titular de l'església entre 1570 i 1597 . El cor rectangular va ser construït pel papa Pau V, amb un sostre de cassetons de fusta. Els frescos de les parets s'atribueixen a Francesco Mezzetti (1676 - 1706).
A la sagristia de les monges cistercenques es conserven els frescos del segle vii, que es remunten a l'església paleocristiana i que van ser descoberts durant les excavacions arqueològiques realitzades als anys noranta. Sota l'església i sota el monestir de les monges cistercenques s'han trobat mosaics i frescos de vil·les romanes d'època imperial.
A la cantòria moderna de la contrafaçana , hi ha l'orgue de tubs de l' església , construït pels germans Ruffatti l'any 1965. L'instrument és elèctric , amb un display sense estoig, i la seva consola , amb dos teclats de 61 notes cadascun i una pedalera còncava-radial de 32 notes, es troba al terra de la nau. Al cor de monges hi ha un orgue positiu, procedent de l'església de San Bernardo a Nepi per a la qual va ser construït l' any 1765 per Antonio Raimondi.

## El títol cardenalici
Santa Susanna (en llatí: Titulus Sanctae Susannae) és un títol cardenalici instituït entre el 102 i el 112 pel papa Evarist o pel seu successor Alexandre amb el nom de Gaii et Susannae. En el sínode romà de l'1 de març de 499 només es cita l'apel·latiu Gaii, mentre que en el de 595 i en els següents només es cita l'apel·lació Susannae. Segons el catàleg de Pietro Mallio, elaborat sota el pontificat del papa Alexandre III, aquest títol estava vinculat a la basílica de Sant Pau Extramurs i els seus sacerdots hi oficiaven al seu torn.
El títol està vacant des del 20 de desembre de 2017 .

### Titulars
- Asello (494 - ?)
- Rustico (590 - ?)
- Conone (683 ? - 21 d'octubre de 686 elegit papa)
- Sant Sergio (686 ? - 687 elegit papa)
- Giovanni (745 - abans del 761)
- Leonzio (761 - abans del 795)
- Leone I (795 ? - 26 de desembre de 795 elegit papa)
- Leone II (? - de maig de 928 elegit papa)
- Giovanni I (964 - abans del 1012)
- Giovanni II (després del 1012 - abans del 1033)
- Giovanni III (1033 - abans del 1062)
- Pietro I (1062 - abans del 1099)
- Gezo (1106 - vers 1112)
- Pietro II Gherardeschi (1117 - de febrer de 1130, seguí l'obediencia a l'antipapa Anaclet II)
- Stanzio (1130 - 1143 ? mort)
- Pietro II Gherardeschi (1142 - 1144, retornà a l'obediència del papa Innocenci II)
- Gezo (1144 - 1145 mort)
- Giordano Orsini (desembre de 1145 - 1165 mort)
- Ermanno, dit il Maestro (15 de desembre de 1165 o 1166 - vers 1170 mort)
- Lesbio Grassi (1170 - 1177 ? mort)
- Pietro III de Bono, Can.Reg. (de setembre de 1173 - 11 de desembre de 1187 mort)
- Alessio (12 de març de 1188 - 24 d'abril de 1189 mort)
- Gianfelice (setembre de 1189 - 1194 mort)
- Egidio de Anagni (1194 - 1194 mort)
- Benedetto (1201 - 1212 nomenat cardenal bisbe de Santa Rufina)
- Aldobrandino Gaetani (o Ildebrando) (1219 - 1221 nomenat cardenal bisbe de Sabina)
- Geoffroy Barbeau (o de Barro) (12 d'abril de 1281 - 21 d'agost de 1287 mort)
- Benedetto Caetani senior, administrador (1288 - 24 de desembre de 1294 elegit papa)
- Pietro IV d'Arrablay (o Arabloy) (17 de desembre de 1316 - desembre de 1328 nomenat cardenal bisbe de Santa Rufina)
- Andrea Ghilini (20 de setembre de 1342 - 2 de juny de 1343 mort)
- Pierre Bertrand juniore (19 de maig de 1344 - 1353 nomenat cardenal bisbe d'Òstia-Velletri)
- Filippo Ruffini (o Gezza), O.P. (18 de setembre de 1378 - 1380/1384 mort)
  - Pierre de Thury (12 de juliol de 1385 - 1410 mort), pseudocardenal dels antipapes Climent VII, Benet XIII i Alexandre V
- Francesco I Carbone, O.Cist. (17 de desembre de 1384 - desembre de 1392 nomenat cardenal bisbe de Sabina)
  - Antonio Panciera (6 de juny de 1411 - 14 de març de 1431 nomenat cardenal bisbe de Frascati), pseudocardenal de l'antipapa Joan XXIII
  - Titolo vacante (1431 - 1440)
  - Louis de La Palud, O.S.B. (1440 - 1449), pseudocardenal de l'antipapa Fèlix V
- Tommaso Parentucelli (16 de desembre de 1446 - 6 de març de 1447 elegit papa)
- Filippo Calandrini (3 de gener de 1449 - 24 de novembre de 1451 nomenat cardenal prevere de San Lorenzo in Lucina)
- Alessandro Oliva Sassoferrato, O.E.S.A. (19 de març de 1460 - 20 d'agost de 1463 mort)
  - Titolo vacante (1463 - 1468)
- Jean Balue (13 de maig de 1468 - 31 de gener de 1483 nomenat cardenal bisbe d'Albano)
- Lorenzo Cybo de Mari (23 de març de 1489 - 14 de març de 1491 nomenat cardenal prevere de San Marco)
- Juan Borgia (31 d'agost de 1492 - 1 d'agost de 1503 mort)
- Francesco II Soderini (12 de juny de 1503 - 15 de setembre de 1508 nomenat cardenal prevere dei Santi XII Apostoli)
- Leonardo della Rovere Grosso (15 de setembre de 1508 - 9 de març de 1517 nomenat cardenal prevere de San Pietro in Vincoli)
- Raffaele Petrucci (26 de desembre de 1517 - 11 de desembre de 1522 mort)
  - Titolo vacante (1522 - 1528)
- Antonio Sanseverino, O.S.Io.Hier. (27 d'abril de 1528 - 16 de maig de 1530 nomenat cardenal prevere de Sant'Apollinare)
- García de Loaysa y Mendoza, O.P. (16 de maig de 1530 - 22 d'abril de 1546 mort)
- Georges II d'Amboise (7 de setembre de 1546 - 28 de febrer de 1550 nomenat cardenal prevere dei Santi Marcellino e Pietro)
- Jacques d'Annebaut (22 de març de 1548 - 6 de juny de 1557 mort)
  - Titolo vacante (1557 - 1561)
- Girolamo Seripando, O.S.A. (10 de març de 1561 - 17 de març de 1563 mort)
- Francisco Pacheco de Villena, diaconia pro illa vice (14 de juliol de 1564 - 7 de febrer de 1565 nomenat cardenal prevere de Santa Pudenziana)
- Bernardo Navagero (7 de febrer de 1565 - 13 d'abril de 1565 mort)
- Francesco Alciati (3 de juny de 1565 - 13 de maig de 1569 nomenat cardenal prevere pro hac vice de Santa Maria in Portico Octaviae)
- Girolamo Rusticucci (9 de juny de 1570 - 18 d'agost de 1597 nomenat cardenal prevere de Santa Maria in Trastevere)
- Anne de Perusse d'Escars de Giury, O.S.B.Clun. (14 de juny de 1604 - 19 d'abril de 1612 mort)
- Gaspar de Borja y Velasco (10 de desembre de 1612 - 17 d'octubre de 1616 nomenat cardenal prevere de Santa Croce in Gerusalemme)
- Scipione Cobelluzzi (17 d'octubre de 1616 - 29 de juny de 1626 mort)
- Giulio Cesare Sacchetti (2 de desembre de 1626 - 29 d'abril de 1652 nomenat cardenal prevere de Santa Maria in Trastevere)
- Giambattista Spada (23 de març de 1654 - 27 de gener de 1659 nomenat cardenal prevere de San Marcello)
- Pietro Sforza Pallavicino, S.I. (1659 - 1660)
- Carlo Carafa della Spina (13 d'abril de 1665 - 27 de maig de 1675 nomenat cardenal prevere de Santa Maria in Via)
- Bernhard Gustav von Baden-Durlach, O.S.B. (19 d'octubre de 1676 - 26 de desembre de 1677 mort)
  - Titolo vacante (1677 - 1686)
- Marcantonio Barbarigo (30 de setembre de 1686 - 1 de juliol de 1697 nomenat cardenal prevere de San Marco)
- Daniello Marco Delfino (30 de març de 1700 - 5 d'agost de 1704 mort)
- Lorenzo Corsini (25 de juny de 1706 - 16 de desembre de 1720 nomenat cardenal prevere de San Pietro in Vincoli)
- José Pereira de Lacerda (16 de juny de 1721 - 28 de setembre de 1738 mort)
  - Titolo vacante (1738 - 1747)
- Raniero Felice Simonetti (15 de maig de 1747 - 20 d'agost de 1749 mort)
  - Titolo vacante (1749 - 1756)
- Luca Melchiore Tempi (24 de maig de 1756 - 23 de maig de 1757 nomenat cardenal prevere de Santa Croce in Gerusalemme)
- Ludovico Valenti (19 de novembre de 1759 - 20 de desembre de 1762 nomenat cardenal prevere de Santa Croce in Gerusalemme)
  - Títol vacant (1762 - 1802)
- Carlo Crivelli (24 de maig de 1802 - 19 de gener de 1818 mort)
  - Titolo vacante (1818 - 1835)
- Giuseppe della Porta Rodiani (24 de juliol de 1835 - 18 de desembre de 1841 mort)
- Ignazio Giovanni Cadolini (30 de gener de 1843 - 11 d'abril de 1850 mort)
  - Títol vacant (1850 - 1856)
- Alessandro Barnabò (19 de juny de 1856 - 24 de febrer de 1874 mort)
- Bartolomeo d'Avanzo (7 d'abril de 1876 - 20 d'octubre de 1884 mort)
- Francis Patrick Moran (30 de juliol de 1885 - 16 d'agost de 1911 mort)
- François-Virgile Dubillard (30 de novembre de 1911 - 1 de desembre de 1914 mort)
- Giorgio Gusmini (9 de desembre de 1915 - 24 d'agost de 1921 mort)
- Giovanni Vincenzo Bonzano (18 de desembre de 1924 - 26 de novembre de 1927 mort)
- Alexis-Henri-Marie Lépicier, O.S.M. (22 de desembre de 1927 - 20 de maig de 1936 mort)
- Arthur Hinsley (16 de desembre de 1937 - 17 de març de 1943 mort)
- Edward Aloysius Mooney (22 de febrer de 1946 - 25 d'octubre de 1958 mort)
- Richard James Cushing (18 de desembre de 1958 - 2 de novembre de 1970 mort)
- Humberto Sousa Medeiros (5 de març de 1973 - 17 de setembre de 1983 mort)
- Bernard Francis Law (25 de maig de 1985 - 20 de desembre de 2017 mort)
  - Títol vacant (des del 2017)